# Hedwig van Polen (1513-1573)

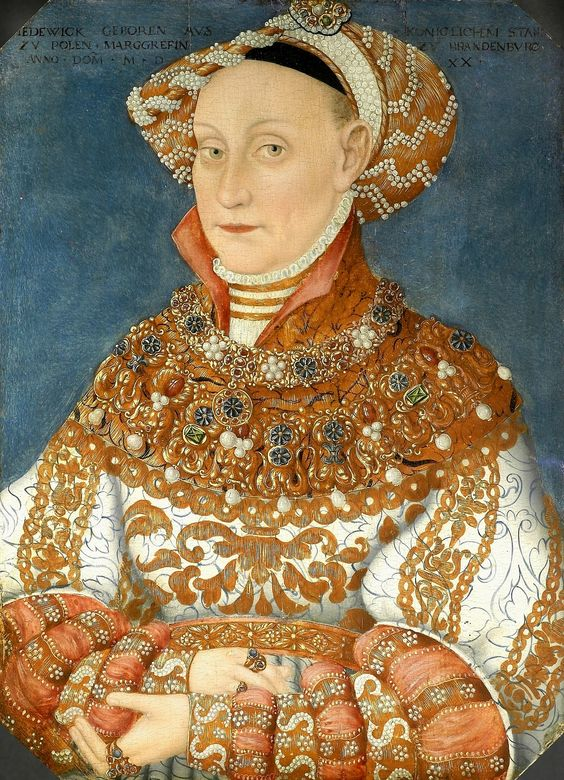
Portret van Hedwig van Polen door Hans Krell, circa 1537.

Hedwig van Polen (Poznań, 15 maart 1513 - Neuruppin, 7 februari 1573) was van 1535 tot 1571 keurvorstin van Brandenburg. Ze behoorde tot het huis Jagiello.

## Levensloop
Hedwig was de oudste dochter van koning Sigismund I van Polen uit diens eerste huwelijk met Barbara Zápolya, dochter van Stephan Zápolya, palatijn van Hongarije. 
Haar hand werd eerst gevraagd door koning Gustaaf I van Zweden, maar dit werd afgewezen door haar vader. Vervolgens kwam keurvorst Joachim II Hector van Brandenburg (1505-1571) in beeld als potentiële bruidegom. Na de onderhandelingen over het huwelijksverdrag traden Hedwig en Joachim II Hector op 29 augustus of 1 september 1535 in het huwelijk in Krakau. Omdat de Jagiello-dynastie katholiek was en Joachim II Hector luthers, beloofde de Brandenburgse keurvorst aan zijn schoonvader dat Hedwig niet van godsdienst hoefde te veranderen. Ook gaf hij Hedwig als weduwegoed het graafschap Ruppin, alsook de steden Alt Ruppin en Neuruppin.
Het huwelijk was niet echt gelukkig, gezien de religieuze verschillen tussen het paar en het feit dat de communicatie moeilijk verliep, daar Hedwig geen Duits verstond en Joachim II Hector evenmin Pools kon spreken. In 1551 zakte ze door de vloer van een jachtpaviljoen, waarbij ze haar dijbeen brak en ernstig gewond geraakte aan de rug. Ze was vanaf dan kreupel en werd kort daarna door haar echtgenoot opzijgeschoven. Hij verving haar vervolgens door zijn maîtresse Anna Sydow, die hij behandelde als zijn echtgenote en door de publieke opinie als dusdanig werd erkend.
Na het overlijden van haar echtgenoot in 1571 nam Hedwig van Polen haar intrek in het Slot van Ruppin, waar ze in februari 1573 overleed.

## Nakomelingen
Hedwig en haar echtgenoot Joachim II Hector kregen zes kinderen:
- Elisabeth Magdalena (1537-1595), huwde in 1555 met hertog Frans Otto van Brunswijk-Lüneburg
- Sigismund (1538-1566), aartsbisschop van Maagdenburg en bisschop van Halberstadt
- Hedwig (1540-1602), huwde in 1560 met hertog Julius van Brunswijk-Wolfenbüttel
- Sophia (1541-1564), huwde in 1561 met de Boheemse edelman Willem van Rosenberg
- Joachim (1543-1544)
- een doodgeboren dochter (1545)